# Ordre des architectes
L’Ordre des architectes est, dans plusieurs pays, une personne morale de droit public instituée par une loi, dont le statut est un décret et dont les membres sont toutes les personnes qui portent le titre d'architecte. Il définit et organise les missions de l'architecte et possède pour cela des attributions administratives, normatives, juridictionnelles et de formation sur ses membres.

## Missions
Il définit et organise la mission de l'architecte dans ses rapports avec l'intérêt public (respect des normes et exécution des politiques publiques en matière d'architecture et urbanisme, et au delà en matière d'hygiène, de sécurité, de patrimoine, d'économie, d'environnement, de développement durable, etc.) et les intérêts privés (des propriétaires, des usagers, ainsi que des professionnels et des salariés du bâtiment).

## Ordres des architectes par pays

### Belgique
En Belgique, l'ordre des architectes est présidé par Marnik Dehaen, depuis le 1er janvier 2018 pour trois ans[réf. souhaitée]. Francis Metzger assure, quant à lui, la présidence ad interim de la partie francophone et germanophone (ordre des architectes / conseil francophone et germanophone) jusqu'à l'élection d'un nouveau président francophone.

### France
En France ses missions sont définies par les articles 23, 23-1, 25 et 26 de la loi sur l'architecture du 3 janvier 1977. Il est constitué d'un Conseil national de l'Ordre des architectes et de 17 conseils régionaux.
Les 17 conseils régionaux (CROA) ont pour missions d'assurer la tenue du tableau régional des architectes, de veiller au respect, par tous ses membres, des règles édictées par le code de déontologie. Ils examinent les demandes de vérifications adressées par les services chargés de l'instruction des demandes d'autorisation de construire délivrées au titre du code de l'urbanisme.
Le conseil national (CNOA) coordonne l'action des conseils régionaux et contribue à leur information. Il est consulté par les pouvoirs publics sur toutes les questions intéressant la profession, notamment l'organisation de l'enseignement de l'architecture.
L'inscription à l'Ordre est obligatoire pour porter le titre et, éventuellement, exercer la profession suivant l'un des 7 modes définis à l'article 14 de la loi sur l'architecture. Elle est subordonnée à des conditions.
En France, l'ordre des architectes est présidé par Christophe Millet depuis le 13 juin 2024. Il succède à Christine Leconte,.